# فنادق تاج

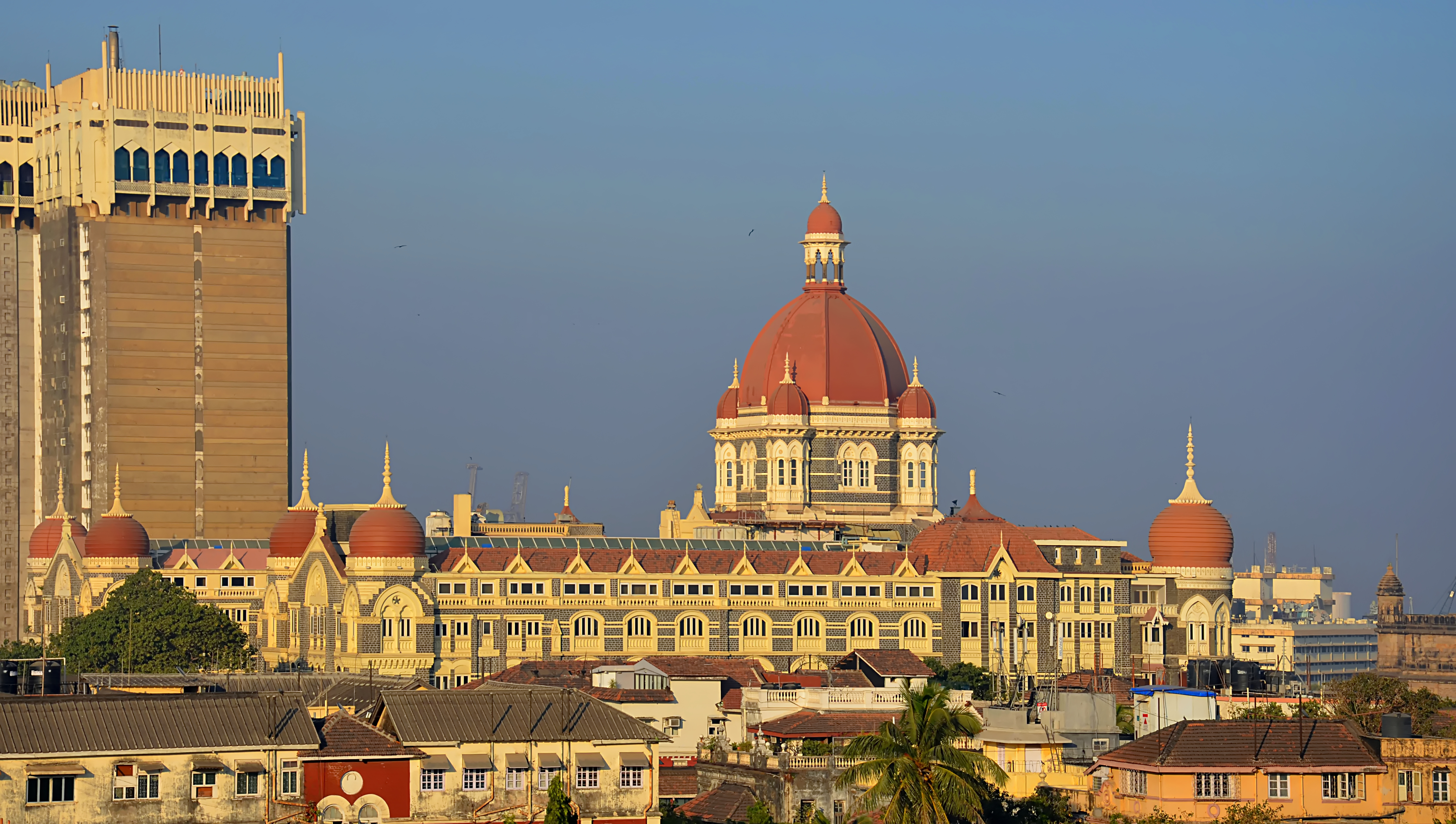
فندق تاج محل في مومباي

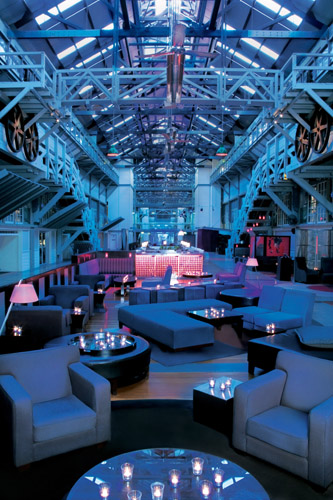

 فنادق وقصور ومنتجعات تاج (بالإنجليزية: Taj Hotels Resorts and Palaces), هي سلسلة من الفنادق والمنتجعات في أنحاء العالم, جزء من مجموعة تاتا، واحدة من تكتلات التجارية الكبيرة في الهند.
فنادق وقصور ومنتجعات تاج تملك وتشغل 76 فندق, 7 قصور, 6 جزر خاصة و 12 منتجع. تغطي 52 وجهة في 12 بلدا عبر 5 قارات، وتوظف أكثر من 13000 شخص. بالإضافة لما تملكه في الهند تملك فنادق وقصور ومنتجعات تاج، في كلا من الولايات المتحدة الأمريكية وإنجلترا وأفريقيا والشرق الأوسط وجزر المالديف وموريشيوس وماليزيا وبوتان وسريلانكا وأستراليا.
قام (Jamshetji Nusserwanji Tata),ا بافتتاح تاج في 16 ديسمبر 1903 ونذكر انه مؤسس مجموعة تاتا, ومفتتح فندق تاج محل, افتتاحه كان مصدر الهام لصاحبه بعد أن حدثت حادثة عنصرية متمثلة بمنع فندق واتسون في مومباي بدخول الهنود، والفنادق التي كانت تقبل ضيوف اوربيين في تلك الفترة كانت شائعة في مختلف مناطق الهند البريطانية.

## وصلات خارجية
- الموقع الرسمي